# Vereșceakî, Lîseanka
Vereșceakî (în ucraineană Верещаки) este un sat în comuna Poceapînți din raionul Lîseanka, regiunea Cerkasî, Ucraina.

## Demografie
Componența lingvistică a localității Vereșceakî
     Ucraineană (97,86%)
     Rusă (1,83%)
     Alte limbi (0,31%)
Conform recensământului din 2001, majoritatea populației localității Vereșceakî era vorbitoare de ucraineană (97,86%), existând în minoritate și vorbitori de rusă (1,83%).